# 탈 벤 하임
탈 벤 하임(히브리어: טל בן-חיים, Tal Ben Haim, 1982년 5월 31일, 이스라엘 리숀레지온 ~ )은 이스라엘의 전 축구 선수로, 과거 양쪽 센터백과 라이트 백을 맡았다.

## 선수 경력
1998년 이스라엘의 마카비 텔아비브에 입단, 2002년에 이스라엘 대표로 발탁되었다.
일찍이 마카비 텔아비브에서 명성을 떨치고 있었던 탈 벤 하임은 잉글랜드 무대의 주목을 받았다. 그의 영입에 가장 적극적이었던 클럽은 애스턴 빌라와 볼턴 원더러스였으나, 2004년에 샘 앨러다이스 감독이 이끄는 볼턴 원더러스로 이적하였다. 탈 벤 하임은 볼턴 원더러스로 이적한 이후, 비상한 재능을 펼치며 볼턴 원더러스의 주전 수비수로 거듭났다.
2007년, 탈 벤 하임은 잉글랜드의 첼시와 4년 계약을 맺고 이적하였다. 이적 초에는 주로 벤치에라도 머물었지만, 존 테리나 히카르두 카르발류와 같은 첼시의 주력 선수들이 부상으로부터 복귀함에 따라, 주전은커녕 벤치에 머무는 것도 힘들게 되었다.
2008년, 탈 벤 하임은 첼시를 떠나 맨체스터 시티로 이적하였지만 팀에서 자리를 잡지 못 해 선덜랜드로 임대를 갔으며 2009년, 맨체스터 시티를 떠나 포츠머스로 이적하였다.
2012년 8월까지 포츠머스 FC의 일원으로 활동하다가 계약을 해지한 후 새로 정착할 팀을 구하지 못하고 고국 이스라엘로 돌아가 마카비 텔아비브 소속 선수들과 함께 훈련을 하며 체력을 유지해왔다. 퀸즈 파크 레인저스의 해리 레드냅 감독이 벤 하임이 가진 경험을 높이 평가해 2013년 1월에 벤 하임과 6개월간 계약하였다. 벤 하임은 자유 계약 신분이었으므로 이적료는 들지 않았다.